# NGC 1981
NGC 1981 è un giovane e brillante ammasso aperto visibile nella costellazione di Orione.

## Osservazione

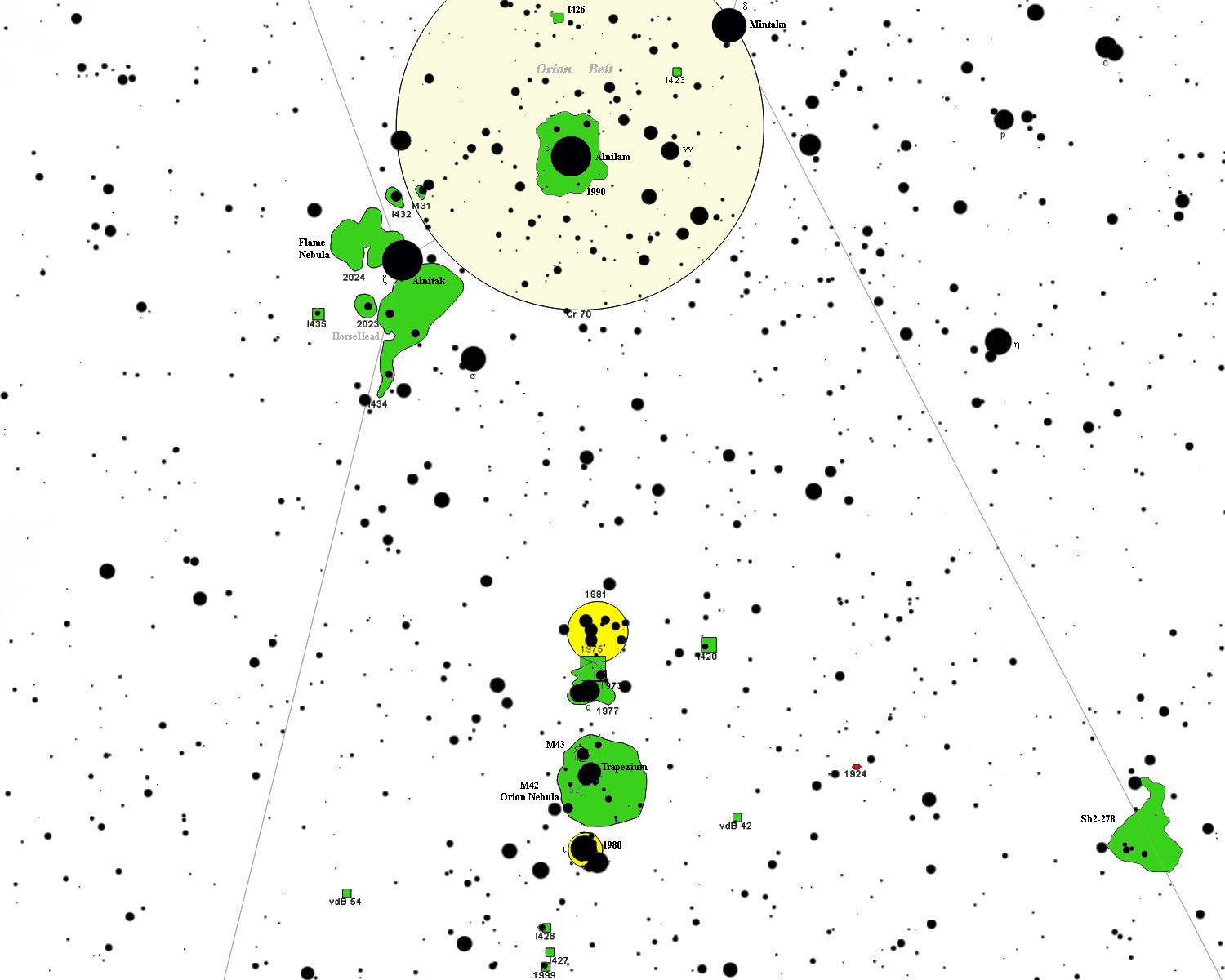
Mappa della Spada di Orione.

Costituisce la parte più settentrionale dell'asterismo della Spada di Orione, essendo visibile ad occhio nudo come una macchia sfocata; le sue componenti sono stelle giovani e azzurre di magnitudine compresa fra 6 e 8, le più luminose delle quali formano un arco nella parte ad est dell'ammasso, mentre quelle meno luninose si dispongono ad ovest. L'ammasso viene risolto completamente con un binocolo 10x50 in nottate limpide; con un telescopio da 100mm offre una bella visione anche a bassi ingrandimenti. NGC 1981 è immerso nel grande Complesso nebuloso molecolare di Orione, e le sue stelle illuminano parzialmente la nebulosa NGC 1977.
La sua posizione giace quasi a cavallo dell'equatore celeste; ciò comporta che la sua osservazione sia possibile da quasi tutte le regioni della Terra, ad eccezione di pochi gradi attorno al polo nord. La sua visibilità è inoltre quasi identica per le coppie di latitudini opposte, da cui si presenta quasi alla stessa altezza sull'orizzonte. Il periodo migliore per la sua osservazione nel cielo serale è quello compreso fra novembre e aprile.

## Storia delle osservazioni
NGC 1981 venne individuato per la prima volta da John Herschel nel 1827 attraverso il telescopio riflettore da 18,7 pollici appartenuto a suo padre William Herschel; egli lo inserì in seguito nel suo General Catalogue of Nebulae and Clusters col numero 1184.

## Caratteristiche
NGC 1981 è costituito da alcune decine di stelle giovani e brillanti situate alla distanza di circa 400-430 parsec (1300-1400 anni luce); fisicamente fa parte quindi del Braccio di Orione ed è uno degli addensamenti più rilevanti dell'Associazione Orion OB1, una delle associazioni OB meglio studiate a causa della sua vicinanza.
Orion OB1 è suddivisibile in base alla sua evoluzione e alla dislocazione delle sue componenti in quattro sottogruppi principali, dove il gruppo più antico è Orion OB1a, con un'età di 8-12 milioni di anni; Orion OB1b è situato in direzione della Cintura di Orione ed ha un'età di 1,7-8 milioni di anni, mentre Orion OB1c, cui appartiene anche NGC 1981, forma la Spada di Orione. Orion OB1d, infine, è il gruppo più giovane ed è direttamente legato alla vicina Nebulosa di Orione. Dal gruppo Orion OB1c provengono anche le celebri stelle fuggitive AE Aurigae e μ Columbae, due astri che si muovono in direzioni opposte nello spazio e che in seguito ad interazioni sono state espulse dall'associazione.